# F.C. Como Women 2022-2023
Questa voce raccoglie le informazioni riguardanti il F.C. Como Women nelle competizioni ufficiali della stagione 2022-2023.

## Stagione
Quella del 2022-2023 è stata la nona stagione in Serie A femminile del Como, prima stagione a carattere professionistico nella storia della Serie A, categoria nella quale il Como è tornato dopo cinque stagioni d'assenza. Alla guida tecnica è stato confermato Sebastiàn De La Fuente.
Il campionato è stato concluso al settimo posto, secondo posto nella poule salvezza, con 25 punti conquistati, frutto di 6 vittorie, 7 pareggi e 13 sconfitte, conquistando la salvezza già con tre giornate d'anticipo grazie alla vittoria sulla Sampdoria. Al termine della stagione l'allenatore Sebastián de la Fuente ha lasciato la squadra dopo due stagioni consecutive.
In Coppa Italia la squadra ha concluso il girone C del turno preliminare a pari punti con la Roma, ma si è classificato al secondo posto per la peggiore differenza reti.

## Divise e sponsor
I main sponsor sono Brugola e FoxTown, quello tecnico, fornitore delle tenute da gioco, Adidas.
|  | Casa | Trasferta | Terza tenuta |

## Organigramma societario
Da sito societario.
Area amministrativa
- Presidente: Stefano Verga
- Vice Presidente: Christian larghi
- Presidente Onorario: Ettore Demolli
- Direttore sportivo: Miro Keci
- Assistente Operativo: Roberto Zambon
- Consigliere: Simone Verga
- Governance: Manuela Colombo
- Responsabile Contabilità: Daniela Tarnaga

Area tecnica
- Allenatore: Sebastián de la Fuente
- Vice allenatore: Marco Bruzzano
- Preparatore dei portieri: Antonio Asile
- Preparatori atletici: Enrico Paleari, Lorenzo Bossi, Giorgia Derosa
- Magazziniere: Giancarlo Carmignani

## Rosa
Rosa, ruoli e numeri di maglia come da sito ufficiale, aggiornati al 22 gennaio 2023.
| N. |                       | Ruolo | Calciatrice         |
| -- | --------------------- | ----- | ------------------- |
| 1  | Italia (bandiera)     | P     | Beatrice Beretta    |
| 2  | Malta (bandiera)      | D     | Emma Lipman         |
| 3  | Italia (bandiera)     | D     | Marta Vergani       |
| 4  | Italia (bandiera)     | C     | Federica Cavicchia  |
| 5  | Italia (bandiera)     | C     | Lucia Pastrenge     |
| 6  | Norvegia (bandiera)   | D     | Malin Johnsen Brenn |
| 8  | Brasile (bandiera)    | D     | Joyce Borini        |
| 9  | San Marino (bandiera) | A     | Chiara Beccari      |
| 10 | Germania (bandiera)   | C     | Vivien Beil         |
| 11 | Italia (bandiera)     | A     | Alison Rigaglia     |
| 12 | Slovacchia (bandiera) | P     | Mária Korenčiová    |
| 13 | Italia (bandiera)     | C     | Ambra Liva          |
| 14 | Italia (bandiera)     | D     | Chiara Cecotti      |
| 15 | Italia (bandiera)     | D     | Chiara Bianchi      |
| 16 | Svezia (bandiera)     | C     | Julia Karlernäs     |

| N. |                     | Ruolo | Calciatrice      |
| -- | ------------------- | ----- | ---------------- |
| 18 | Albania (bandiera)  | C     | Alma Hilaj       |
| 19 | Italia (bandiera)   | A     | Greta Di Luzio   |
| 20 | Svizzera (bandiera) | A     | Nina Stapelfeldt |
| 21 | Italia (bandiera)   | C     | Miriam Picchi    |
| 22 | Italia (bandiera)   | A     | Elisa Carravetta |
| 23 | Italia (bandiera)   | C     | Matilde Pavan    |
| 24 | Italia (bandiera)   | D     | Giulia Rizzon    |
| 27 | Ucraina (bandiera)  | D     | Dar"ja Kravec'   |
| 30 | Italia (bandiera)   | D     | Martina Zanoli   |
| 33 | Italia (bandiera)   | C     | Aurora Pantano   |
| 35 | Italia (bandiera)   | P     | Chiara Bargna    |
| 40 | Italia (bandiera)   | P     | Giulia Ruma      |
| 58 | Estonia (bandiera)  | A     | Vlada Kubassova  |
| 77 | Norvegia (bandiera) | A     | Camilla Linberg  |

## Calciomercato

### Sessione estiva(dal 1º luglio al 2 settembre)
| Acquisti | Acquisti            | Acquisti          | Acquisti    |
| R.       | Nome                | da                | Modalità    |
| -------- | ------------------- | ----------------- | ----------- |
| P        | Beatrice Beretta    | Juventus          | in prestito |
| P        | Mária Korenčiová    | Slovan Bratislava | definitivo  |
| D        | Malin Johnsen Brenn | LSK Kvinner       | definitivo  |
| D        | Dar"ja Kravec'      | Fiorentina        | definitivo  |
| C        | Joyce Borini        | Roma              | definitivo  |
| C        | Julia Karlernäs     | Roma              | definitivo  |
| C        | Camilla Linberg     | LSK Kvinner       | definitivo  |
| A        | Chiara Beccari      | Juventus          | in prestito |
| A        | Elisa Carravetta    | Inter             | definitivo  |
| A        | Matilde Pavan       | Inter             | in prestito |
| A        | Nina Stapelfeldt    | Milan             | definitivo  |

| Cessioni | Cessioni            | Cessioni        | Cessioni   |
| R.       | Nome                | a               | Modalità   |
| -------- | ------------------- | --------------- | ---------- |
| P        | Giorgia Bettineschi | ChievoVerona FM | definitivo |
| P        | Margherita Salvi    |                 | svincolata |
| P        | Sara Suzanne Small  |                 | svincolata |
| D        | Aurora Bacullo      | Real Meda       | [ 20 ]     |
| D        | Ilaria Dubini       | Academy Pavia   | [ 21 ]     |
| D        | Belén Taborda       | Tavagnacco      | [ 22 ]     |
| C        | Elena Cascarano     |                 | ritiro     |
| A        | Cristina Carp       |                 | svincolata |
| A        | Elisa Mariani       | Ravenna         | [ 23 ]     |
| A        | Claudia Roventi     | Real Meda       | [ 20 ]     |

### Sessione invernale
| Acquisti | Acquisti       | Acquisti   | Acquisti    |
| R.       | Nome           | da         | Modalità    |
| -------- | -------------- | ---------- | ----------- |
| D        | Martina Zanoli | Fiorentina | in prestito |

| Cessioni | Cessioni | Cessioni | Cessioni |
| R.       | Nome     | a        | Modalità |
| -------- | -------- | -------- | -------- |
|          |          |          |          |

## Risultati

### Serie A

#### Prima fase

##### Girone di andata
| Arbitro: | Ubaldi (Roma 1) |

|  |           |                                                              |
|  | Marcatori | 7’ (rig.), 34’, 40’ Girelli 47’ Boattin 51’, 86’ Beerensteyn |

| Arbitro: | D'Eusanio (Faenza) |

|                        |           |               |
| Jackmon 8’ Boquete 15’ | Marcatori | 35’ Kubassova |

| Arbitro: | Costanza (Agrigento) |

|  |           |              |
|  | Marcatori | 90+3’ Rincón |

| Arbitro: | Catanoso (Reggio Calabria) |

|                      |           |                      |
| Taty 21’, 54’ (rig.) | Marcatori | 14’ Beccari 89’ Beil |

| Arbitro: | Virgilio (Trapani) |

|                     |           |                                   |
| Rizzon 45+3’ (rig.) | Marcatori | 12’, 40’ Polli 27’ (rig.) Bonetti |

| Arbitro: | Petrella (Viterbo) |

|                                                   |           |           |
| Pavan 4’ Rizzon 50’ (rig.) Kubassova 84’ Beil 88’ | Marcatori | 18’ Acuti |

| Arbitro: | Delrio (Reggio Emilia) |

|              |           |  |
| Giacinti 72’ | Marcatori |  |

| Arbitro: | Iannello (Messina) |

|                              |           |                               |
| Kubassova 23’ Di Luzio 90+3’ | Marcatori | 45+4’ Filangeri 64’ Tomaselli |

| Arbitro: | Scarpa (Collegno) |

|                             |           |                                        |
| Thomas 10’, 22’ Fusetti 55’ | Marcatori | 41’ Karlernäs 75’ Beccari 90+1’ Rizzon |

##### Girone di ritorno
| Arbitro: | Kumara (Verona) |

|            |           |             |
| Grosso 21’ | Marcatori | 68’ Beccari |

| Arbitro: | Gauzolino (Torino) |

|                           |           |                        |
| Karlernäs 72’ Beccari 86’ | Marcatori | 1’ Kaján 4’, 58’ Longo |

| Arbitro: | Bordin (Bassano del Grappa) |

|  |           |               |
|  | Marcatori | 26’ Karlernäs |

| Arbitro: | Giordano (Novara) |

|  |           |               |
|  | Marcatori | 41’ Battelani |

| Arbitro: | Longo (Cuneo) |

|           |           |           |
| Polli 23’ | Marcatori | 21’ Pavan |

| Arbitro: | Mucera (Palermo) |

|            |           |  |
| Corbin 48’ | Marcatori |  |

| Arbitro: | Gandino (Alessandria) |

|  |           |           |
|  | Marcatori | 26’ Alves |

| Arbitro: | Centi (Terni) |

|                  |           |  |
| Sabatino 6’, 30’ | Marcatori |  |

| Arbitro: | Sacchi (Macerata) |

|  |           |                                                    |
|  | Marcatori | 7’, 47’ Piemonte 45+3’ (aut.) Lipman 59’ Vigilucci |

#### Poule salvezza

##### Girone di andata
| 18-19 marzo 2023 1ª giornata |  | – Turno di riposo |  |  |

| Arbitro: | Virgilio (Trapani) |

|                |           |           |
| Bonfantini 41’ | Marcatori | 52’ Pavan |

| Arbitro: | Gauzolino (Torino) |

|             |           |  |
| Beccari 58’ | Marcatori |  |

| Arbitro: | Rinaldi (Bassano del Grappa) |

|                 |           |                               |
| Taty 34’ (rig.) | Marcatori | 11’ Hilaj 24’ Rizzon 74’ Beil |

| Arbitro: | Pascarella (Nocera Inferiore) |

|                                  |           |          |
| Linberg 15’ Karlernäs 83’ (rig.) | Marcatori | 31’ Jane |

##### Girone di ritorno
| 29-30 aprile 2023 6ª giornata |  | – Turno di riposo |  |  |

| Arbitro: | Cherchi (Carbonia) |

|                                         |           |                         |
| Linberg 11’ (rig.) Karlernäs 82’ (rig.) | Marcatori | 45+1’ (rig.) Bonfantini |

| Arbitro: | Kumara (Verona) |

|                          |           |                  |
| Banusic 7’ Cambiaghi 41’ | Marcatori | 71’, 90’ Linberg |

| Arbitro: | Angelucci (Foligno) |

|  |           |             |
|  | Marcatori | 49’ Corelli |

| Arbitro: | Rinaldi (Bassano del Grappa) |

|                           |           |                   |
| Brignoli 36’ Clelland 63’ | Marcatori | 90+4’ Stapelfeldt |

### Coppa Italia

#### Gironi eliminatori
| Arbitro: | Paccagnella (Bologna) |

|  |           |                 |
|  | Marcatori | 57’ Stapelfeldt |

| Arbitro: | Teghille (Collegno) |

|             |           |           |
| Beccari 41’ | Marcatori | 42’ Haavi |

## Statistiche

### Statistiche di squadra
| Competizione | Punti | In casa | In casa | In casa | In casa | In casa | In casa | In trasferta | In trasferta | In trasferta | In trasferta | In trasferta | In trasferta | Totale | Totale | Totale | Totale | Totale | Totale | DR  |
| Competizione | Punti | G       | V       | N       | P       | Gf      | Gs      | G            | V            | N            | P            | Gf           | Gs           | G      | V      | N      | P      | Gf     | Gs     | DR  |
| ------------ | ----- | ------- | ------- | ------- | ------- | ------- | ------- | ------------ | ------------ | ------------ | ------------ | ------------ | ------------ | ------ | ------ | ------ | ------ | ------ | ------ | --- |
| Serie A      | 25    | 13      | 4       | 1       | 8       | 14      | 25      | 13           | 2            | 6            | 5            | 16           | 19           | 26     | 6      | 7      | 13     | 30     | 44     | -14 |
| Coppa Italia | -     | 1       | 0       | 1       | 0       | 1       | 1       | 1            | 1            | 0            | 0            | 1            | 0            | 2      | 1      | 1      | 0      | 2      | 1      | +1  |
| Totale       | -     | 14      | 4       | 2       | 8       | 15      | 26      | 14           | 3            | 6            | 5            | 17           | 19           | 28     | 7      | 8      | 13     | 32     | 45     | -13 |

### Andamento in campionato
| Giornata  | 1 | 2 | 3 | 4 | 5 | 6 | 7 | 8 | 9 | 10 | 11 | 12 | 13 | 14 | 15 | 16 | 17 | 18 | 19 | 20 | 21 | 22 | 23 | 24 | 25 | 26 | 27 | 28 |
| --------- | - | - | - | - | - | - | - | - | - | -- | -- | -- | -- | -- | -- | -- | -- | -- | -- | -- | -- | -- | -- | -- | -- | -- | -- | -- |
| Luogo     | C | T | C | T | C | C | T | C | T | T  | C  | T  | C  | T  | T  | C  | T  | C  | R  | T  | C  | T  | C  | R  | C  | T  | C  | T  |
| Risultato | P | P | P | N | P | V | P | N | N | N  | P  | V  | P  | N  | P  | P  | P  | P  | -  | N  | V  | V  | V  | -  | V  | N  | P  | P  |
| Posizione | 6 | 7 | 8 | 8 | 8 | 7 | 7 | 8 | 8 | 8  | 9  | 6  | 8  | 7  | 7  | 7  | 9  | 9  | 9  | 9  | 8  | 7  | 7  | 7  | 7  | 7  | 7  | 7  |

Legenda:

Luogo: C = Casa; T = Trasferta. Risultato: V = Vittoria; N = Pareggio; P = Sconfitta.

### Statistiche delle giocatrici
| Giocatore      | Serie A  | Serie A | Serie A     | Serie A    | Coppa Italia | Coppa Italia | Coppa Italia | Coppa Italia | Totale   | Totale | Totale      | Totale     |
| Giocatore      | Presenze | Reti    | Ammonizioni | Espulsioni | Presenze     | Reti         | Ammonizioni  | Espulsioni   | Presenze | Reti   | Ammonizioni | Espulsioni |
| -------------- | -------- | ------- | ----------- | ---------- | ------------ | ------------ | ------------ | ------------ | -------- | ------ | ----------- | ---------- |
| C. Bargna      | -        | -       | -           | -          | -            | -            | -            | -            | -        | -      | -           | -          |
| C. Beccari     | 21       | 5       | 3           | 0          | 1            | 1            | 0            | 0            | 22       | 6      | 3           | 0          |
| V. Beil        | 22       | 3       | 0           | 0          | 2            | 0            | 0            | 0            | 24       | 3      | 0           | 0          |
| B. Beretta     | 10       | -14     | 1           | 1          | 1            | 0            | 0            | 0            | 11       | -14    | 1           | 1          |
| C. Bianchi     | 2        | 0       | 0           | 0          | 1            | 0            | 0            | 0            | 3        | 0      | 0           | 0          |
| J. Borini      | 22       | 0       | 2           | 0          | 1            | 0            | 0            | 0            | 23       | 0      | 2           | 0          |
| M.J. Brenn     | 18       | 0       | 0           | 0          | 1            | 0            | 0            | 0            | 19       | 0      | 0           | 0          |
| E. Carravetta  | 10       | 0       | 0           | 0          | 1            | 0            | 0            | 0            | 11       | 0      | 0           | 0          |
| F. Cavicchia   | 3        | 0       | 0           | 0          | 1            | 0            | 0            | 0            | 4        | 0      | 0           | 0          |
| C. Cecotti     | 20       | 0       | 4           | 0          | 1            | 0            | 0            | 0            | 21       | 0      | 4           | 0          |
| G. Di Luzio    | 17       | 1       | 0           | 0          | 2            | 0            | 0            | 0            | 19       | 1      | 0           | 0          |
| A. Hilaj       | 23       | 1       | 9           | 0          | 1            | 0            | 0            | 0            | 24       | 1      | 9           | 0          |
| J. Karlernäs   | 19       | 5       | 7           | 1          | 2            | 0            | 1            | 0            | 21       | 5      | 8           | 1          |
| M. Korenčiová  | 16       | -29     | 2           | 0          | 1            | -1           | 0            | 0            | 17       | -30    | 2           | 0          |
| D. Kravec'     | 15       | 0       | 3           | 0          | 0            | 0            | 0            | 0            | 15       | 0      | 3           | 0          |
| V. Kubassova   | 23       | 3       | 5           | 0          | 2            | 0            | 1            | 0            | 25       | 3      | 6           | 0          |
| C. Linberg     | 12       | 4       | 2           | 0          | 2            | 0            | 0            | 0            | 14       | 4      | 2           | 0          |
| E. Lipman      | 18       | 0       | 5           | 0          | 2            | 0            | 0            | 0            | 20       | 0      | 5           | 0          |
| A. Liva        | 1        | 0       | 0           | 0          | -            | -            | -            | -            | 1        | 0      | 0           | 0          |
| A. Pantano     | 1        | 0       | 0           | 0          | -            | -            | -            | -            | 1        | 0      | 0           | 0          |
| L. Pastrenge   | 23       | 0       | 4           | 0          | 2            | 0            | 0            | 0            | 25       | 0      | 4           | 0          |
| M. Pavan       | 24       | 3       | 3           | 0          | 2            | 0            | 0            | 0            | 26       | 3      | 3           | 0          |
| M. Picchi      | 26       | 0       | 2           | 0          | 1            | 0            | 0            | 0            | 27       | 0      | 2           | 0          |
| A. Rigaglia    | 18       | 0       | 0           | 0          | 1            | 0            | 0            | 0            | 19       | 0      | 0           | 0          |
| G. Rizzon      | 22       | 4       | 5           | 0          | 2            | 0            | 0            | 0            | 24       | 4      | 5           | 0          |
| G. Ruma        | 1        | -1      | 0           | 0          | -            | -            | -            | -            | 1        | -1     | 0           | 0          |
| N. Stapelfeldt | 7        | 1       | 0           | 0          | 1            | 1            | 0            | 0            | 8        | 2      | 0           | 0          |
| M. Vergani     | 0        | 0       | 0           | 0          | 1            | 0            | 0            | 0            | 1        | 0      | 0           | 0          |
| M. Zanoli      | 12       | 0       | 0           | 0          | -            | -            | -            | -            | 12       | 0      | 0           | 0          |